# Joseph Illerhaus
Joseph Illerhaus (ur. 31 stycznia 1903 w Hamborn, obecnie dzielnica Duisburga, zm. 22 grudnia 1973 w Duisburgu) – niemiecki polityk, działacz gospodarczy i handlowiec, wieloletni parlamentarzysta krajowy i poseł do Parlamentu Europejskiego, przewodniczący Europejskiej Partii Ludowej (1966–1969).

## Życiorys
W wieku 16 lat ukończył szkołę średnią bez matury, następnie do 1933 pracował w bankach. Od 1933 działał jako niezależny handlarz tekstyliami, został współwłaścicielem przedsiębiorstwa tej branży. Od 1947 kierował zrzeszeniem handlu detalicznego w Duisburgu, a później w północnej Nadrenii. Od roku 1950 był szefem krajowego stowarzyszenia handlarzy tekstylnych oraz izby handlowo-przemysłowej w Duisburgu. Działał także w krajowym zrzeszeniem handlu detalicznego, w latach 1966–1969 był jego prezesem.
Przed 1933 należał do Windthorstbund, młodzieżówki Niemieckiej Partii Centrum. W 1945 należał do założycieli lokalnych struktur Unii Chrześcijańsko-Demokratycznej, od 1948 do 1957 zasiadał w radzie miejskiej Duisburga. W latach 1953–1980 zasiadał w Bundestagu II, III, IV i V kadencji. Od powstania w 1958 do 1970 był posłem do Parlamentu Europejskiego, był m.in. szefem komisji ds. wspólnego rynku (1959–1961). Przystąpił do grupy Europejskiej Partii Ludowej, pełnił funkcję jej przewodniczącego w latach 1966–1969.
Był dwukrotnie żonaty: z Hilde Herberhold (zm. 1940) i Helene Stalberg. Odznaczony m.in. Wielkim Krzyżem Orderu Zasługi Republiki Federalnej Niemiec, został też członkiem Zakonu Rycerskiego Grobu Bożego w Jerozolimie.